# 下山村 (愛知県東加茂郡)
下山村（しもやまむら）は、かつて愛知県東加茂郡に存在した村である。
2005年（平成17年）4月1日、西加茂郡藤岡町、西加茂郡小原村、東加茂郡足助町、東加茂郡旭町、東加茂郡稲武町とともに、豊田市に編入された。

## 地理
愛知県のほぼ中央に位置していた。北東部の山地を除けば小起伏が広がっており、美濃三河高原に含まれていた。集落は小規模な平坦地に点在していた。1889年から1956年には東加茂郡に隣接する額田郡にも同名の下山村があり、東加茂郡下山村と額田郡下山村は隣接していた。
- 湖沼
  - 三河湖 - 1962年に完成した羽布ダムによって形成された人工湖。
  - 根池 - 伝承が残る池。
- 河川
  - 巴川 - 矢作川の支流。
  - 郡界川 - 巴川の支流。流路長23.7 km。かつては額田郡と東加茂郡の境界だった。
  - 野原川 - 巴川の支流。流路長5.63 km、流域面積22.3 km2。下山村と北設楽郡設楽町の境界にある斜面に端を発する。
- 山岳
  - 炮烙山 - 684m。下山村と足助町の境界。
  - 六所山 - 611m。下山村と足助町の境界。山頂は足助町。
- 峠
  - 根引峠 - 国道301号にある峠。かつて「加茂の箱根」と呼ばれた。

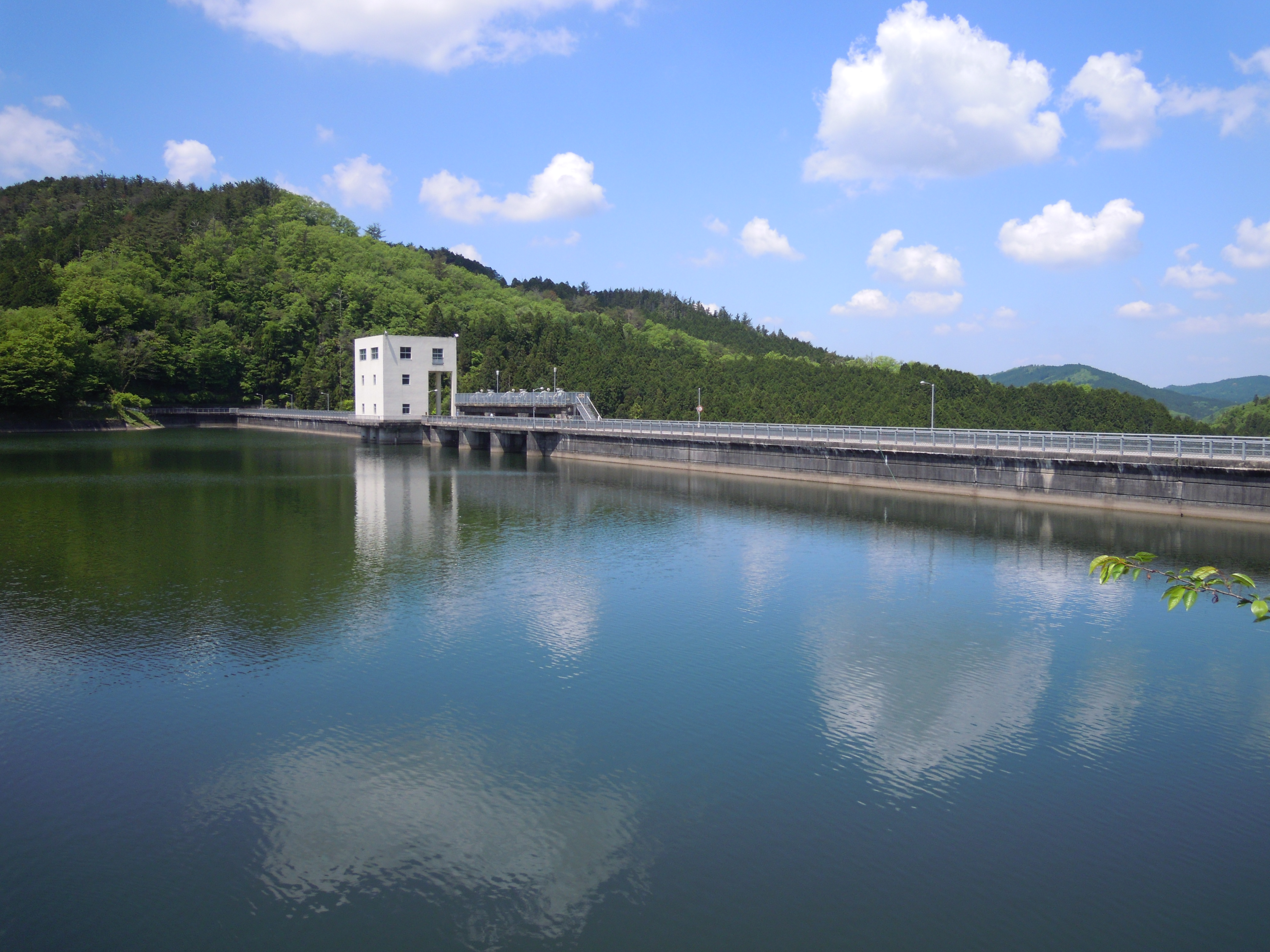
三河湖と羽布ダム
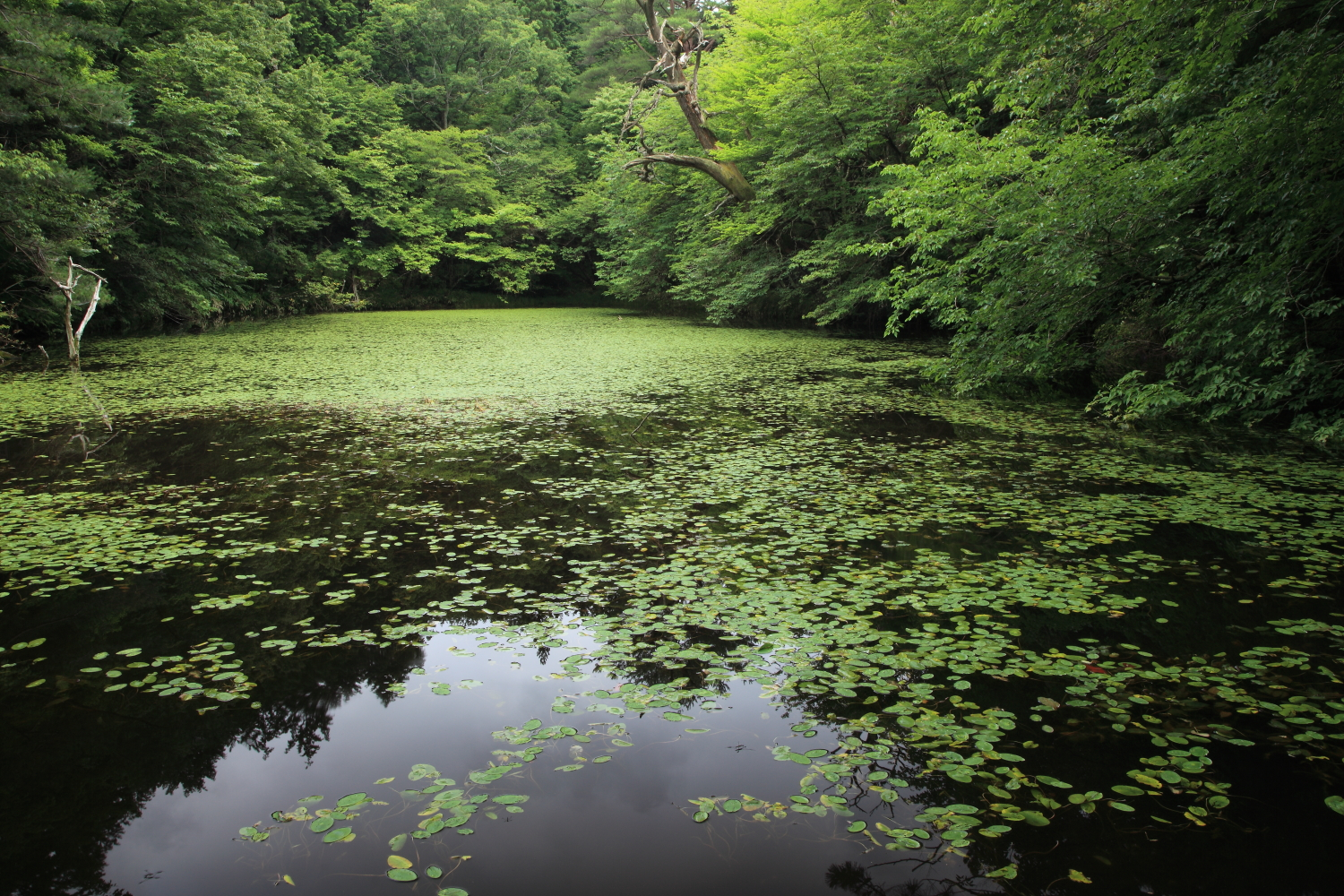
根池
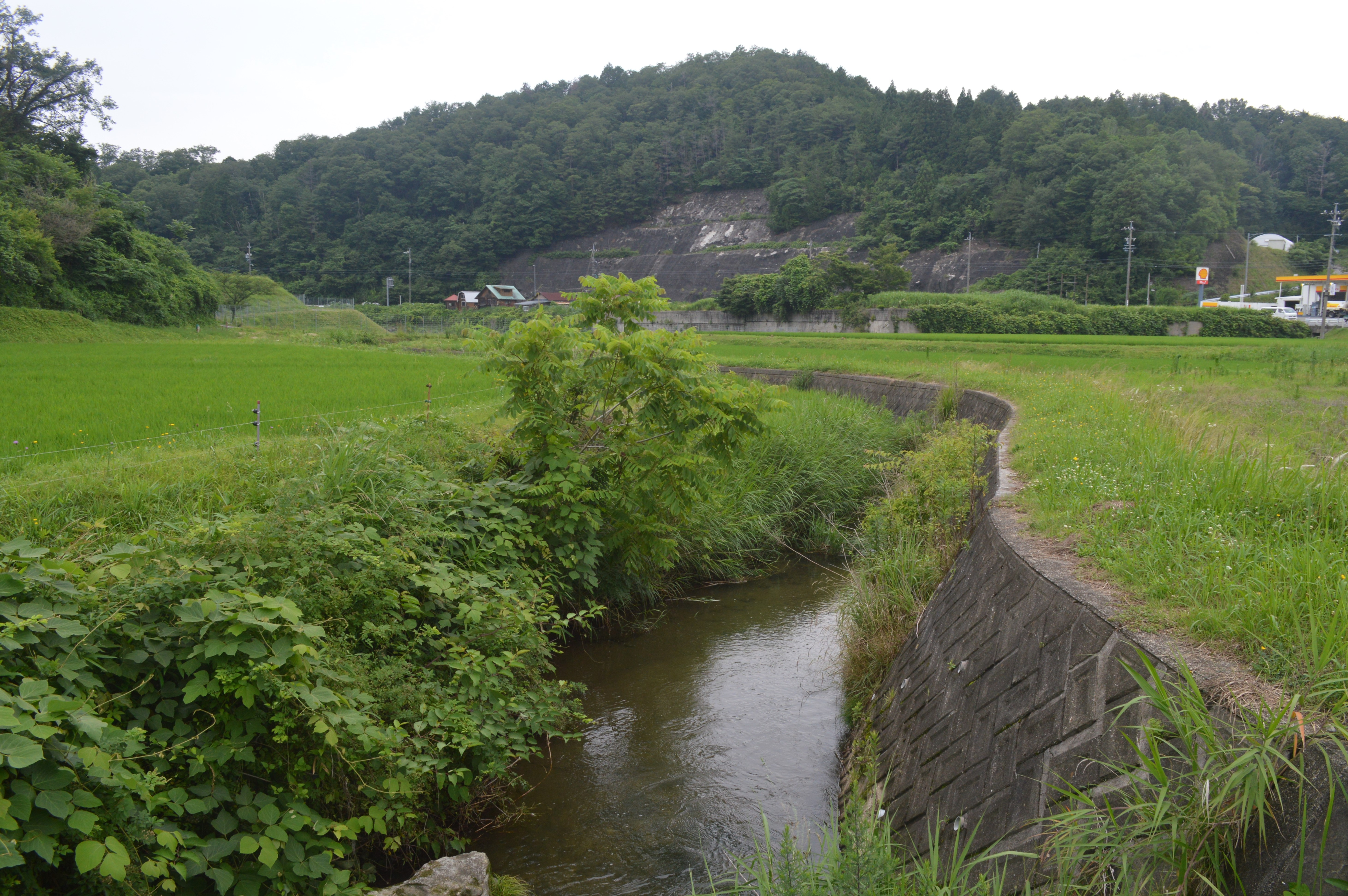
郡界川
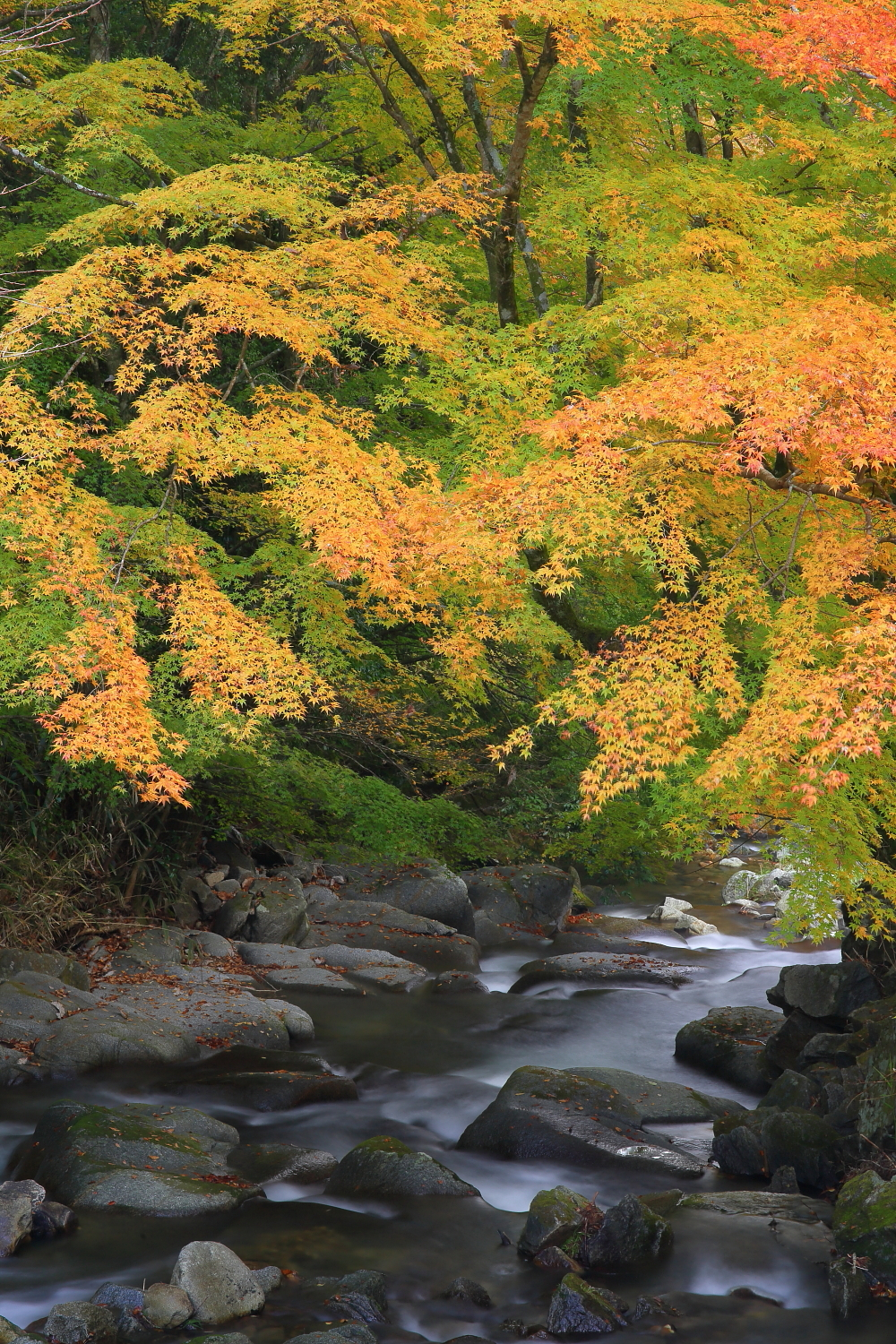
野原川
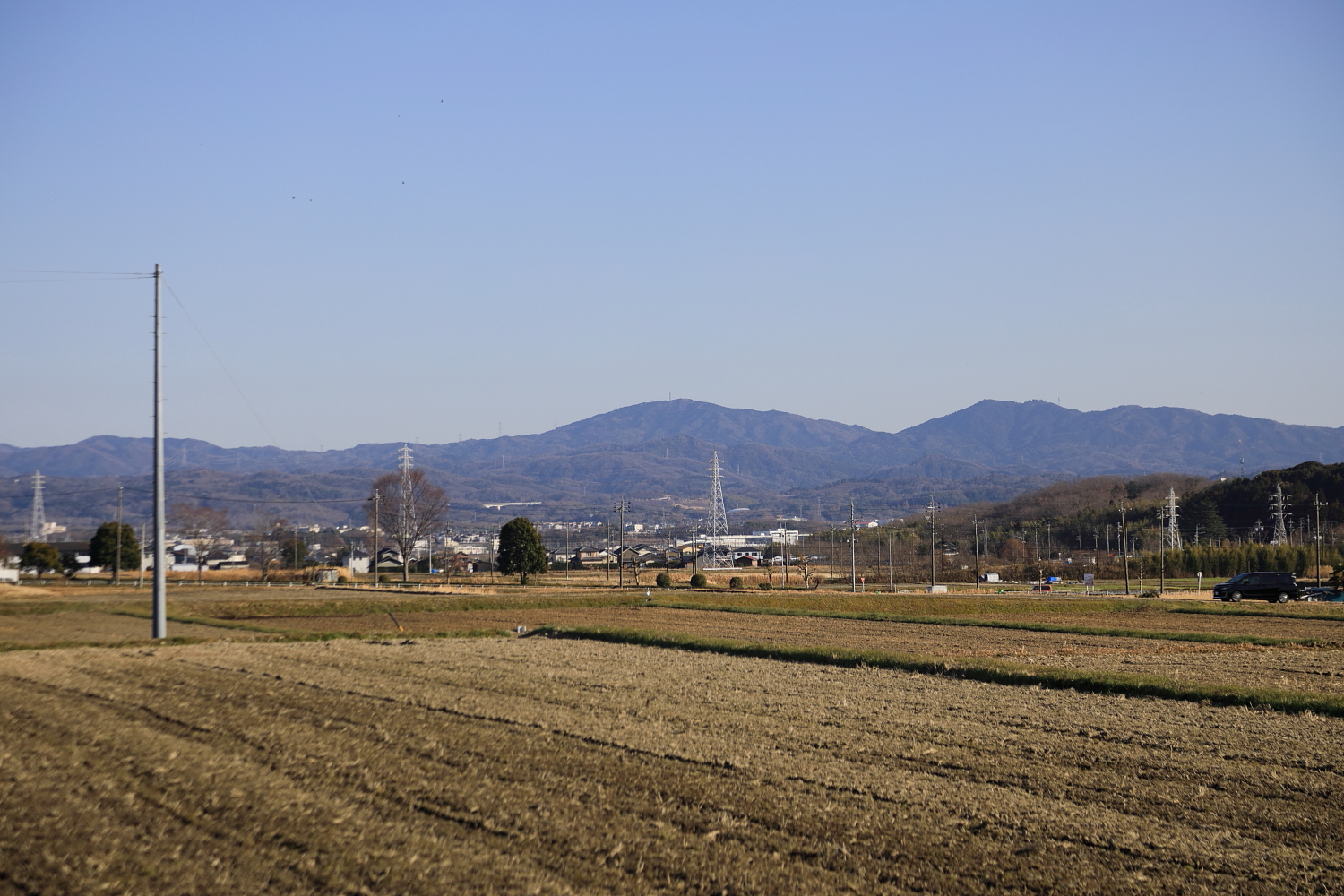
炮烙山（中央）と六所山（右）

## 歴史

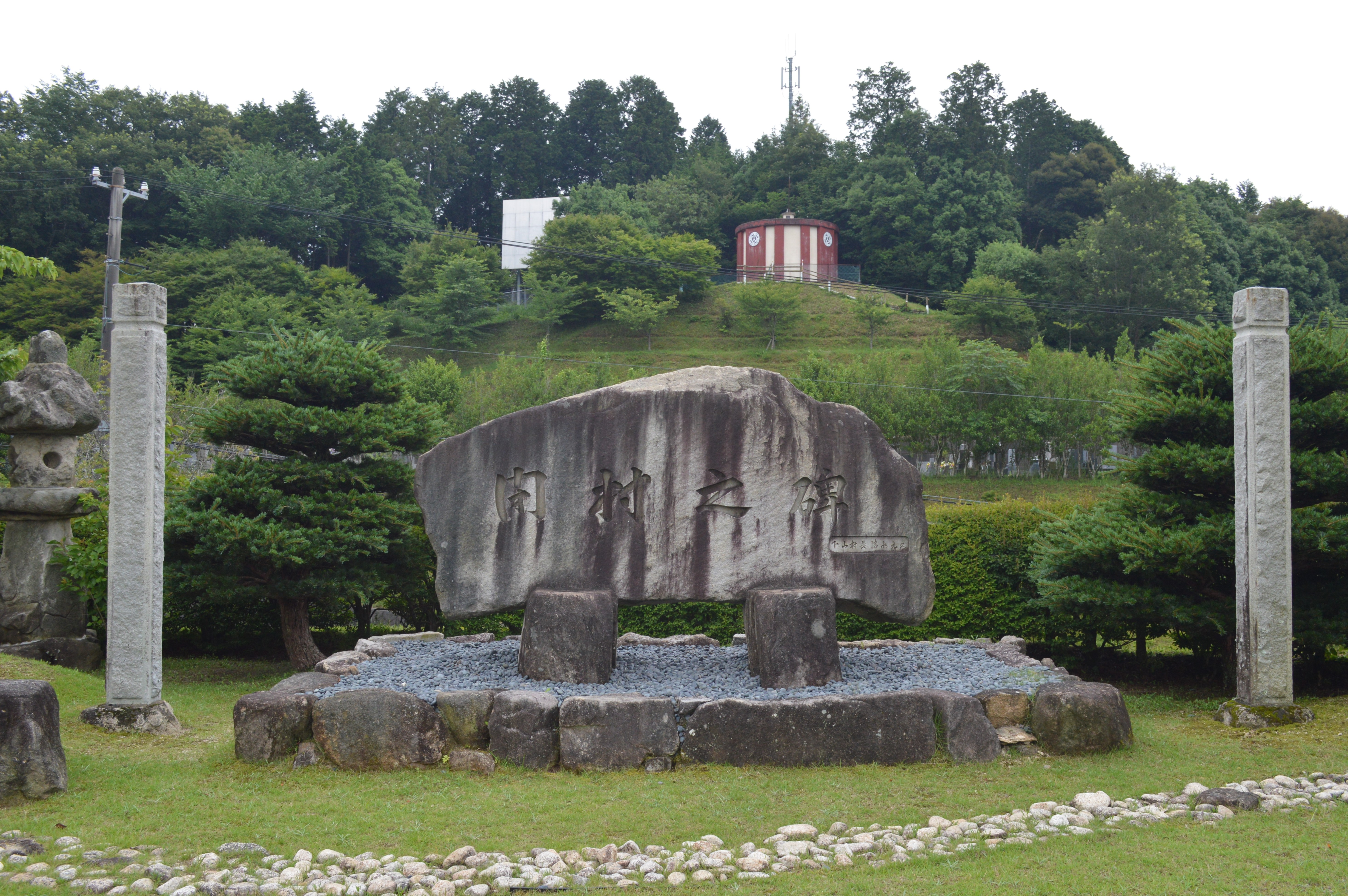
下山村の「閉村之碑」

江戸時代、町域のうち旧加茂郡は旗本・寺社領、旧額田郡は岡崎藩および旗本・寺社領であった。

### 沿革
- 1889年（明治22年）10月1日 - 町村制施行に伴い、東加茂郡下山村・大沼村・富義村、額田郡下山村が発足。
- 1906年（明治39年）5月1日 - 東加茂郡下山村・大沼村・富義村が合併し、東加茂郡下山村が発足。
- 1948年（昭和23年）2月1日 - 東加茂郡下山村の一部（北中河内）が、南設楽郡作手村に編入。
- 1952年（昭和27年）5月30日 - 羽布ダムが起工[1]。
- 1956年（昭和31年）9月 - 村制50周年記念式典を開催[2]。
- 1956年（昭和31年）9月30日 - 額田郡下山村の一部（田代、田折、蕪木、蘭）を編入[2]。人口は6725人となる[2]。額田郡下山村の残部は額田郡豊富村・宮崎村・形埜村と合併し、額田郡額田町を新設。同日、額田郡下山村が消滅。
- 1963年（昭和38年）3月 - 羽布ダムが竣工。下山村の16世帯が移転を余儀なくされ、田畑14ヘクタールと山林108ヘクタールが水底に沈んだ[1]。
- 1968年（昭和43年）12月 - 国により山村振興法に基づく振興山村に指定される[3]。
- 1971年（昭和46年）9月 - 大沼中学校と羽布中学校を統合して下山村立下山中学校が開校[3]。
- 1972年（昭和47年）8月 - 豊田市をはじめとする1市3町3村で豊田・加茂広域市町村圏が設定されて協議会が発足[2]。
- 1981年（昭和56年）2月 - 基幹集落センターが竣工[3]。
- 1982年（昭和57年）8月 - 下山村トレーニングセンターが竣工[3]。
- 1984年（昭和59年）3月 - 下山村民運動広場が竣工[3]。
- 1986年（昭和61年）9月13日 - 下山村業務センター（下山村役場・下山村民会館）が完成[3]。
- 2005年（平成17年）4月1日 - 藤岡町・小原村・東加茂郡足助町・東加茂郡旭町・稲武町とともに豊田市へ編入され、東加茂郡下山村が消滅。
- 2006年（平成18年）1月1日 - 1956年に分離した旧下山村の一部を含む額田郡額田町が岡崎市へ編入され額田町が消滅。

## 行政

### 歴代村長
- 初代 大山鉉九郎（1906年7月-1915年3月）
- 第2代 大河原新八（1915年3月-1916年3月）
- 第3代 大河原吾六（1916年4月-1918年11月）
- 第4代 稲前宗治郎（1918年12月-1920年6月）
- 第5代 宇野銀平（1920年7月-1924年6月）
- 第6代 森久政高（1924年7月-1928年6月）
- 第7代 宇野銀平（1928年7月-1932年6月）
- 第8代 吉田宣一（1932年7月-1944年6月）
- 第9代 宇野銀平（1944年7月-1946年3月） - 愛知県会議員も務めた。
- 第10代 大山修一郎（1946年3月-1949年3月） - 収入役や助役を経て戦後初の村長に就任。
- 第11代 金山信吉（1949年4月-1952年1月） - 助役を経て村長に就任。公務先の任期中に桜井村で自動車事故死。
- 第12代 荻野一（1952年3月-1953年5月） - 任期中に病没。
- 第13代 宇野七之進（1953年6月-1963年3月） - 宇野銀平の息子。教育委員を経て村長に就任し、羽布ダム問題などに尽力。退任後に愛知議会議員に就任。
- 第14代 柴田要（1963年4月-1967年4月）高度経済成長期に就任。
- 第15代 簗瀬誠（1967年4月-1975年4月） - 高度経済成長期からオイルショックまで2期務め、教育と福祉に重点を置いた。
- 第16代 鈴木正光（1975年4月-1991年4月） - 収入役や助役を経て村長に就任。4期は戦後最長。
- 第17代 深見吉美（1991年4月-1991年7月） - 収入役を経て村長に就任。任期中に病没。
- 第18代 川合吉金（1991年7月-1995年8月） - 助役を経て村長に就任。
- 第19代 清水元久（1995年9月1日-2005年3月31日） - 小学校の統合に尽力。

出典は『下山村史 通史Ⅱ』

### 姉妹都市
- 美浜町（愛知県知多郡）
- 南知多町（愛知県知多郡）

## 教育

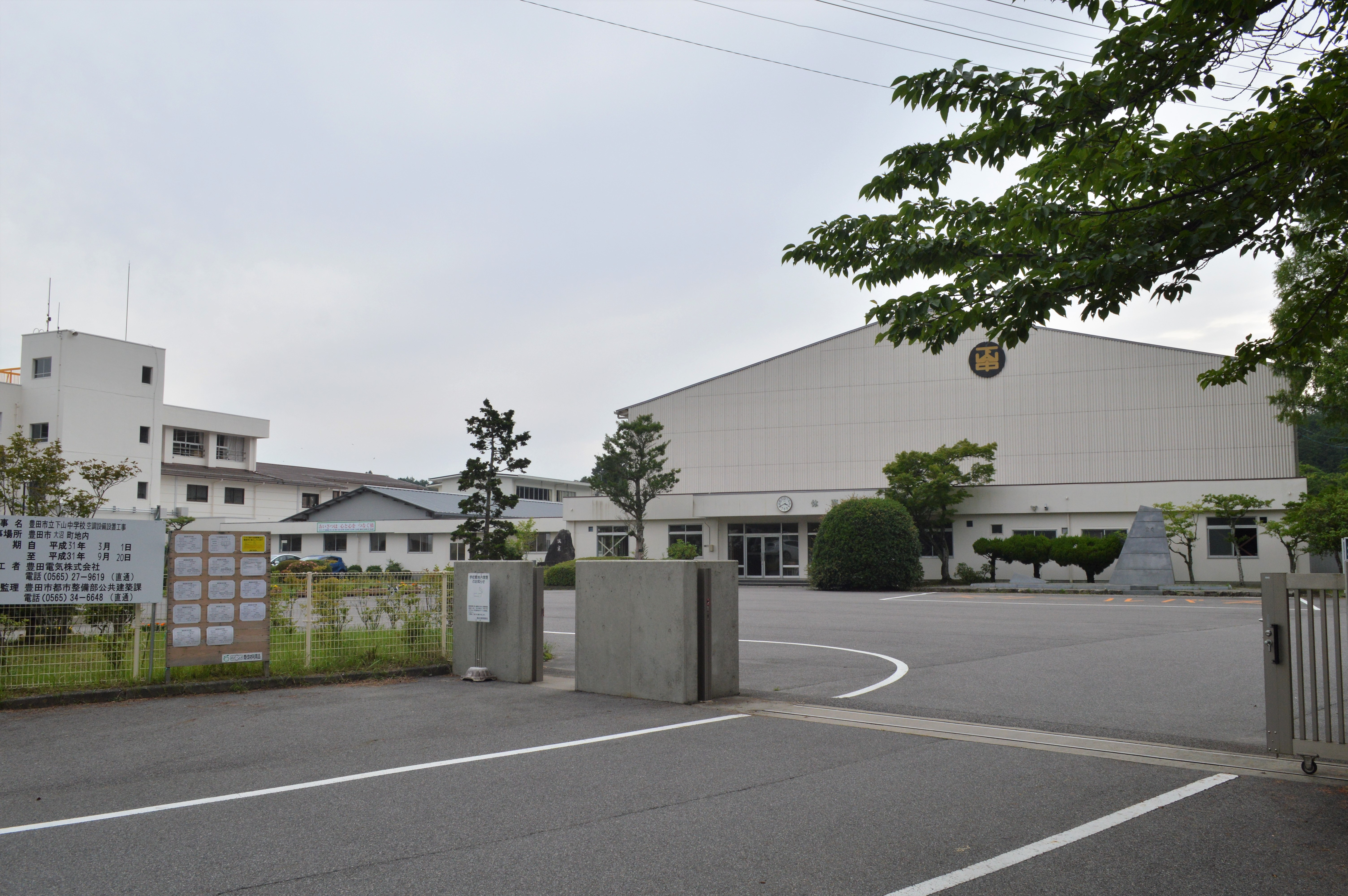
下山村立下山中学校

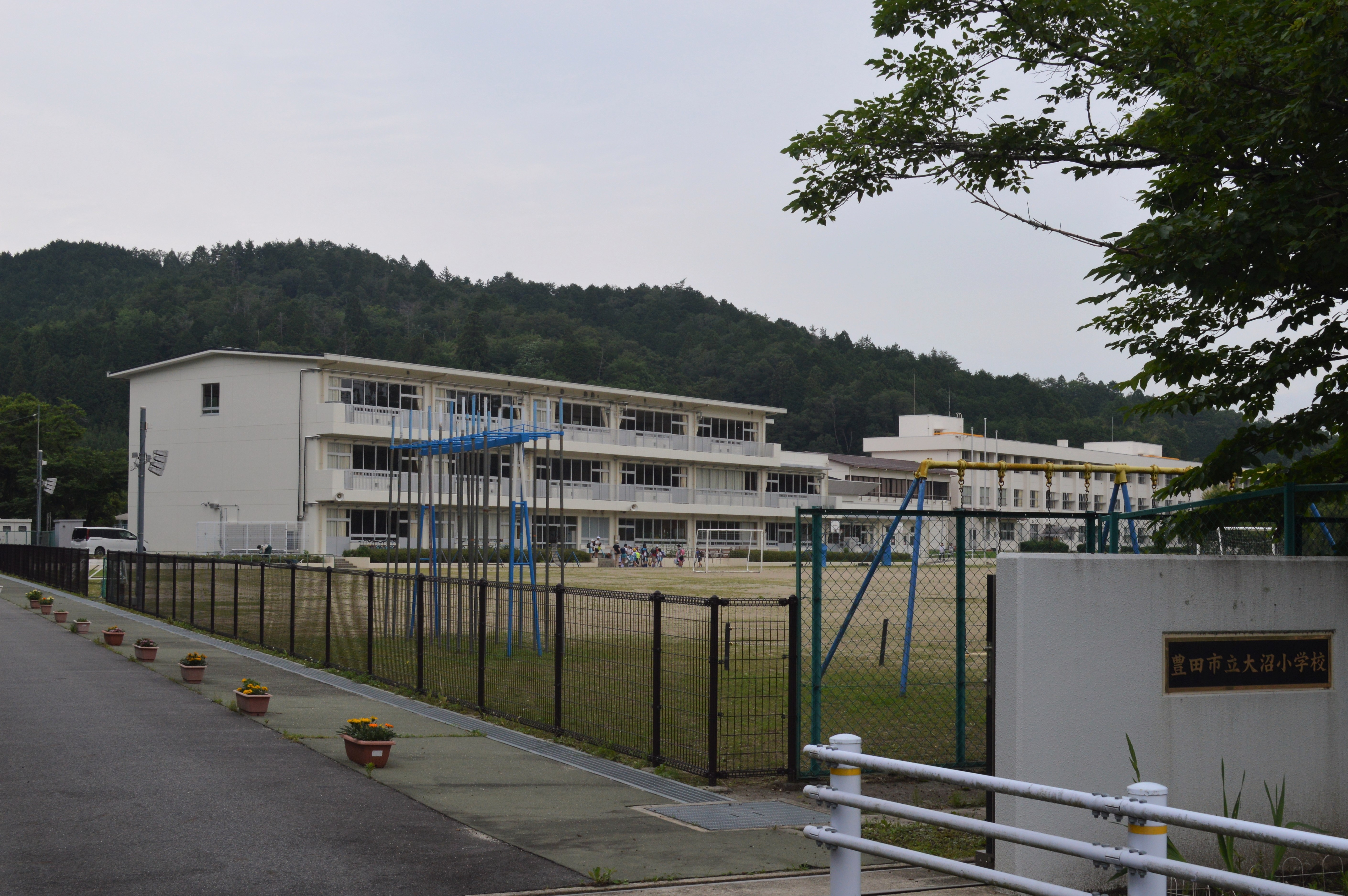
下山村立大沼小学校

下山村に高校は存在しなかった。

### 中学校
2005年時点で存在した中学校
- 下山村立下山中学校 - 1971年4月に大沼中学校と羽布中学校を統合して開校。

2005年以前に廃校となった中学校
- 下山村立大沼中学校 - 1971年3月に廃校。
- 下山村立羽布中学校 - 1971年3月に廃校。

### 小学校
下山村が豊田市に編入された後の2006年（平成18年）4月、阿蔵小学校・三巴小学校・田平沢小学校・和合小学校・羽布小学校（2003年に先行して廃校）が統合され、豊田市立巴ヶ丘小学校が開校した。
2005年時点で存在した小学校
- 下山村立大沼小学校
- 下山村立花山小学校
- 下山村立阿蔵小学校 - 2006年3月に廃校。
- 下山村立三巴小学校 - 2006年3月に廃校。
- 下山村立田平沢小学校 - 2006年3月に廃校。
- 下山村立和合小学校 - 2006年3月に廃校。

2005年以前に廃校となった小学校
- 下山村立羽布小学校 - 巴ヶ丘小学校の建設のため、2003年3月に廃校。児童は和合小学校に移る。

## 交通

### 鉄道
村内を通る鉄道路線は存在しない。鉄道を利用する場合の最寄り駅は、名古屋鉄道（名鉄）三河線・豊田線豊田市駅。

### 道路
- 一般国道
  - 国道301号
  - 国道420号

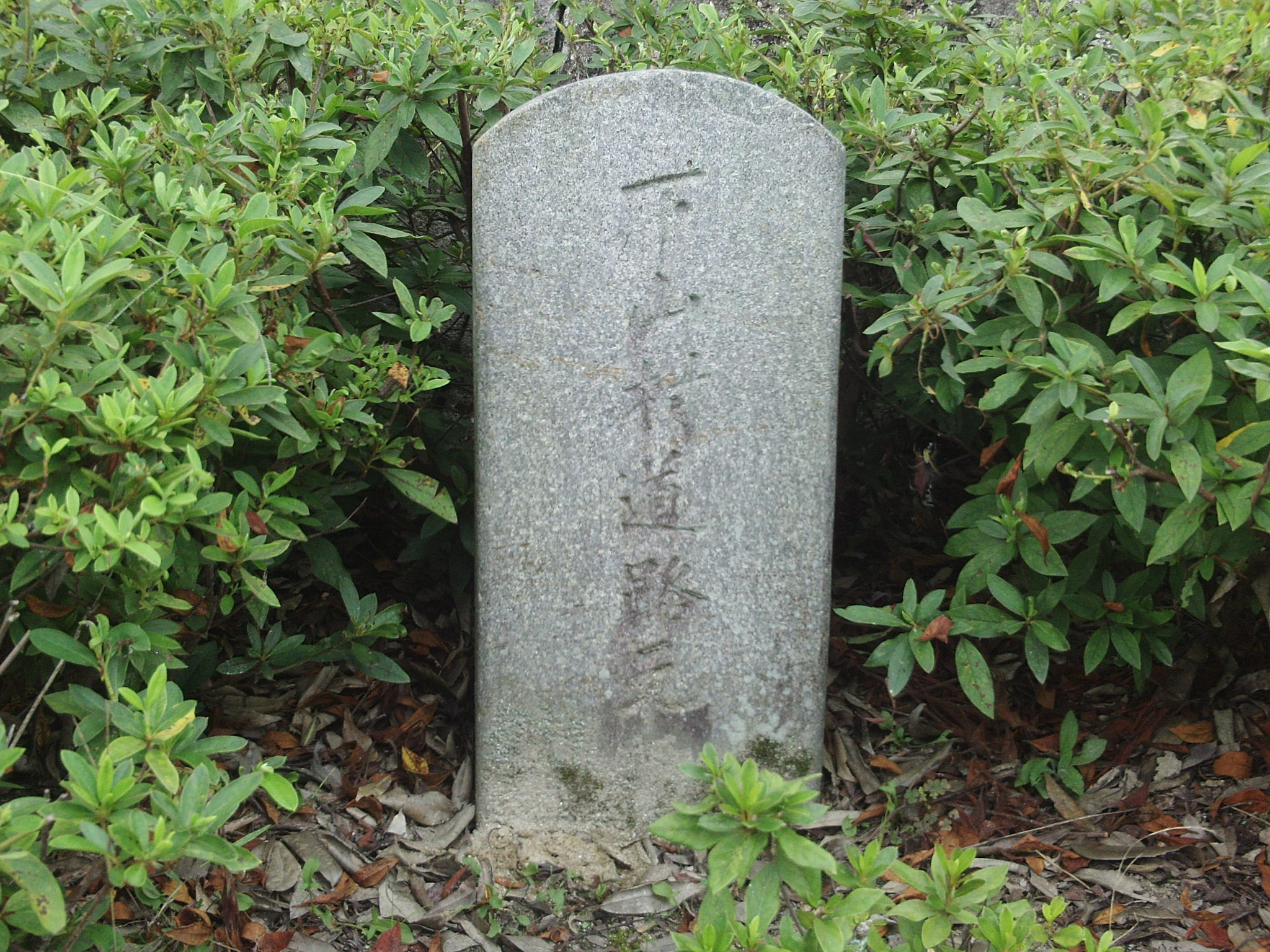
下山村道路元標

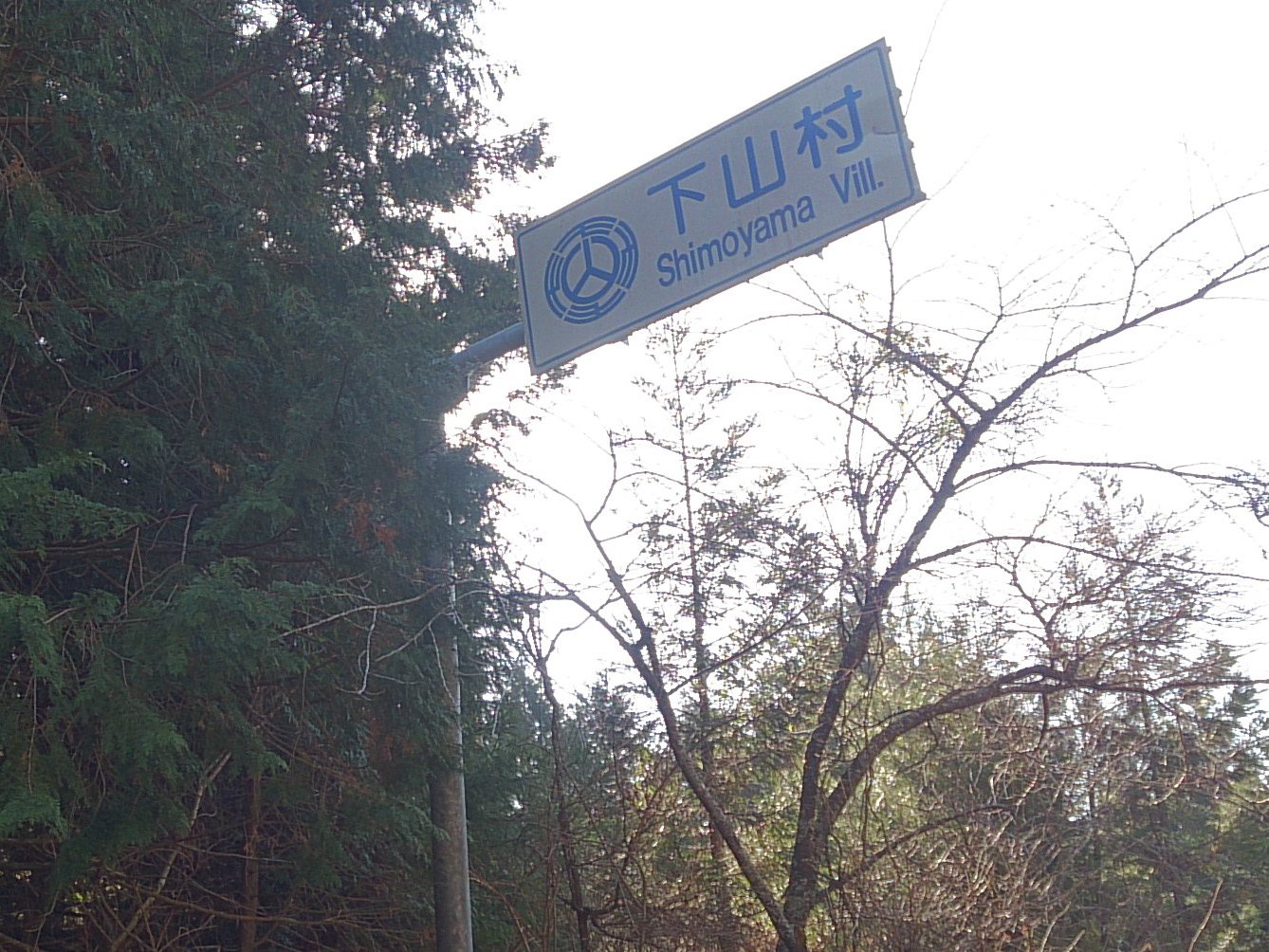
下山村境標識（カントリーサイン）

  - 国道473号 旧愛知県道36号阿蔵本宿線
- 主要地方道
  - 愛知県道36号阿蔵本宿線 1993年5月に国道473号の一部に組み込まれる。
  - 愛知県道77号足助下山線
- 一般県道
  - 愛知県道336号東蘭鍛埜線
  - 愛知県道337号菅沼平瀬線
  - 愛知県道338号花沢桑原線
  - 愛知県道361号坂上花沢線
  - 愛知県道362号東大沼足助線
  - 愛知県道363号善夫東大沼線
  - 愛知県道367号梨野足助線
  - 愛知県道477号東大見岡崎線
- 広域農道
  - 加茂広域農道

## 施設

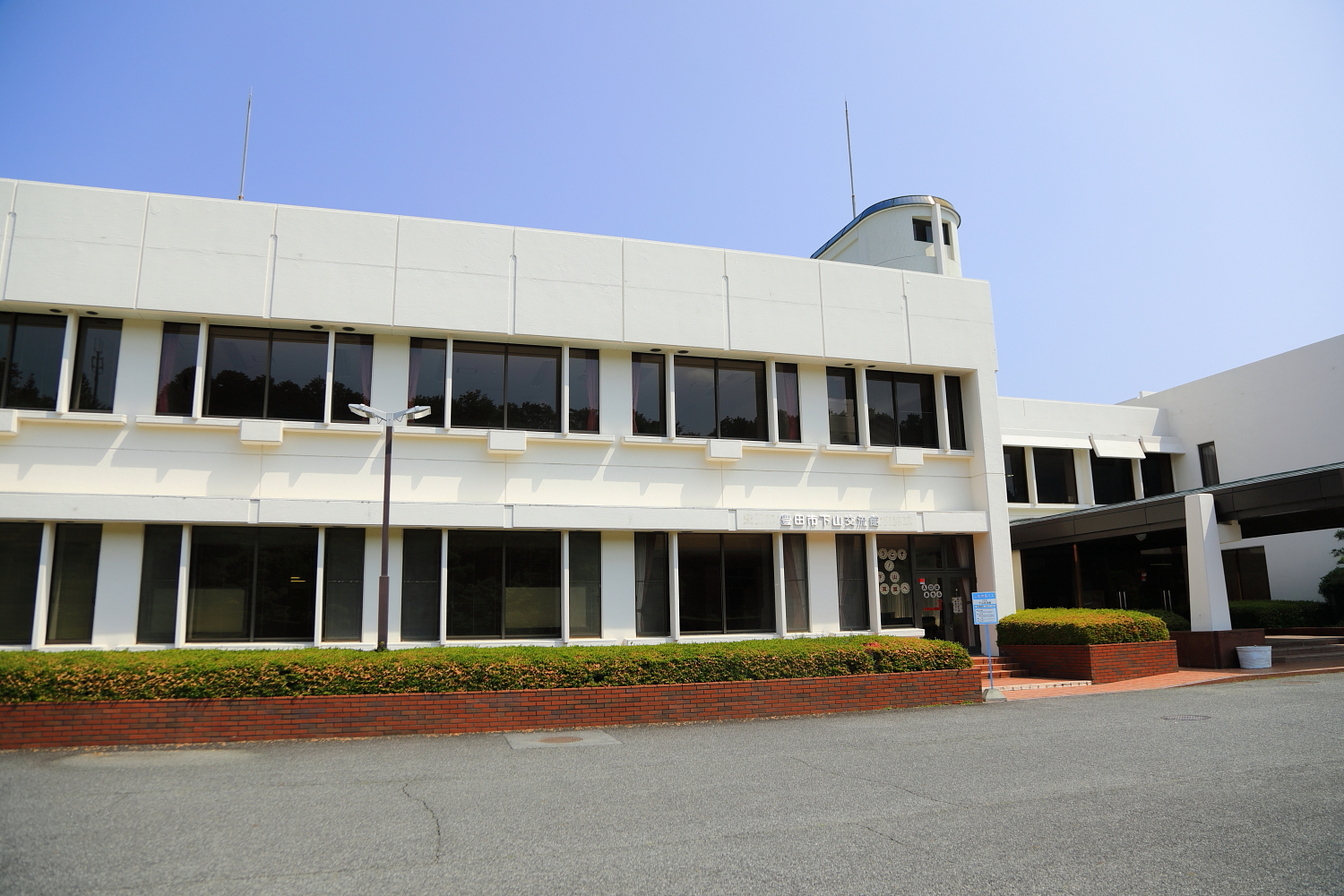
下山村役場
- 下山村民会館
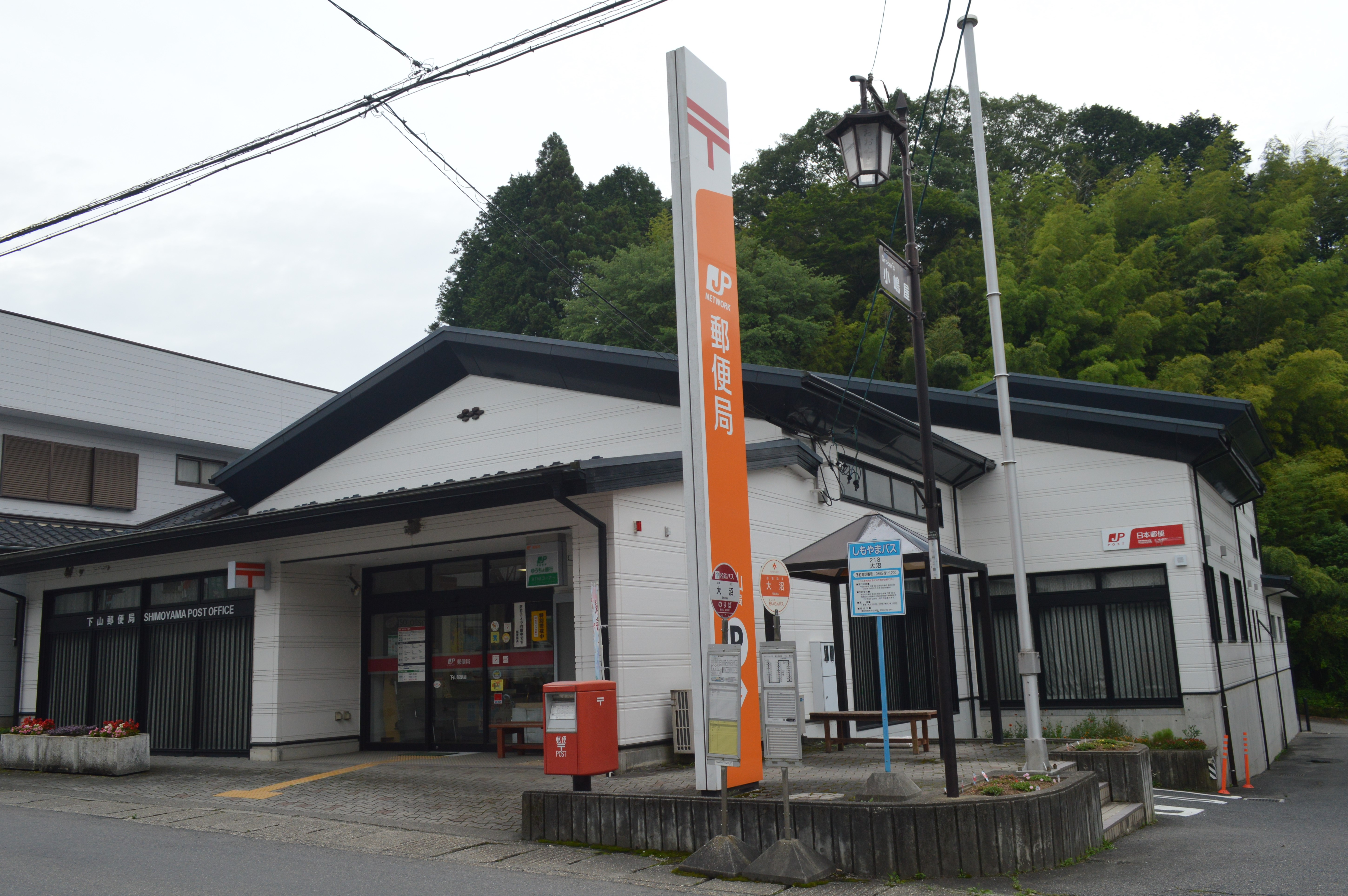
下山郵便局 - 集配郵便局。
- 旧下山郵便局 - 1931年（昭和6年）竣工。1972年（昭和47年）に郵便局としての役目を終えたが建物は現存する。
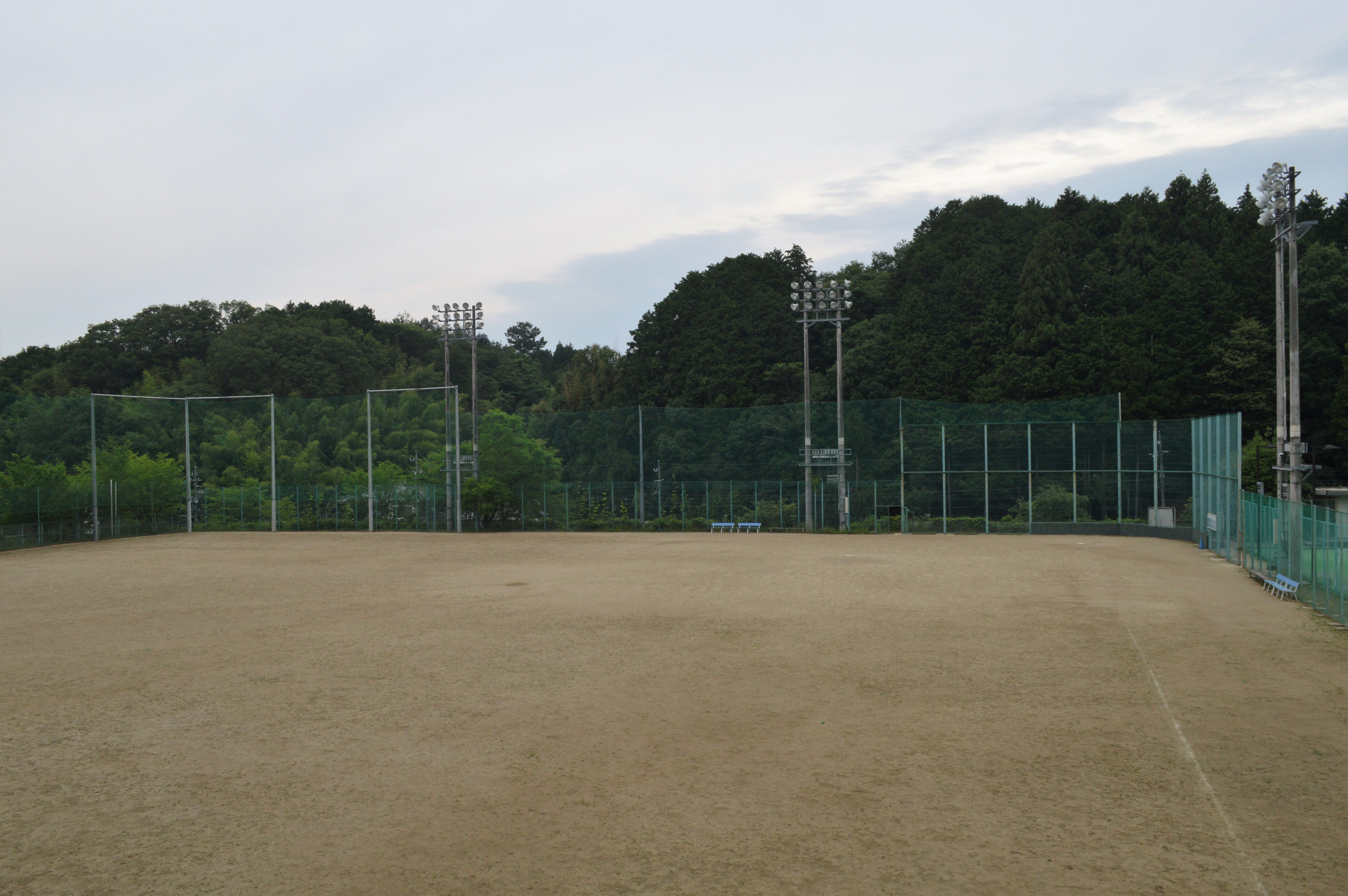
下山運動場
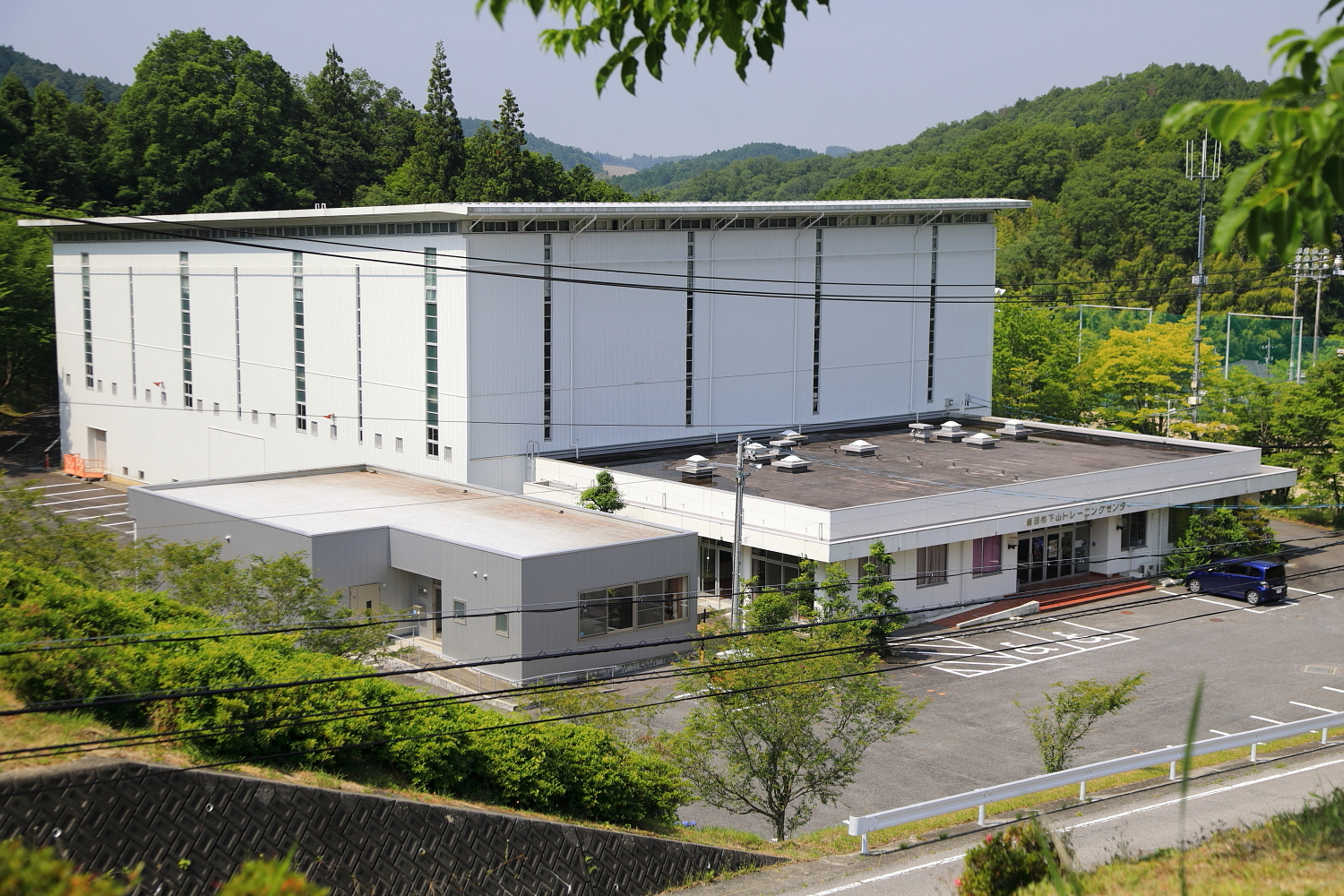
下山トレーニングセンター
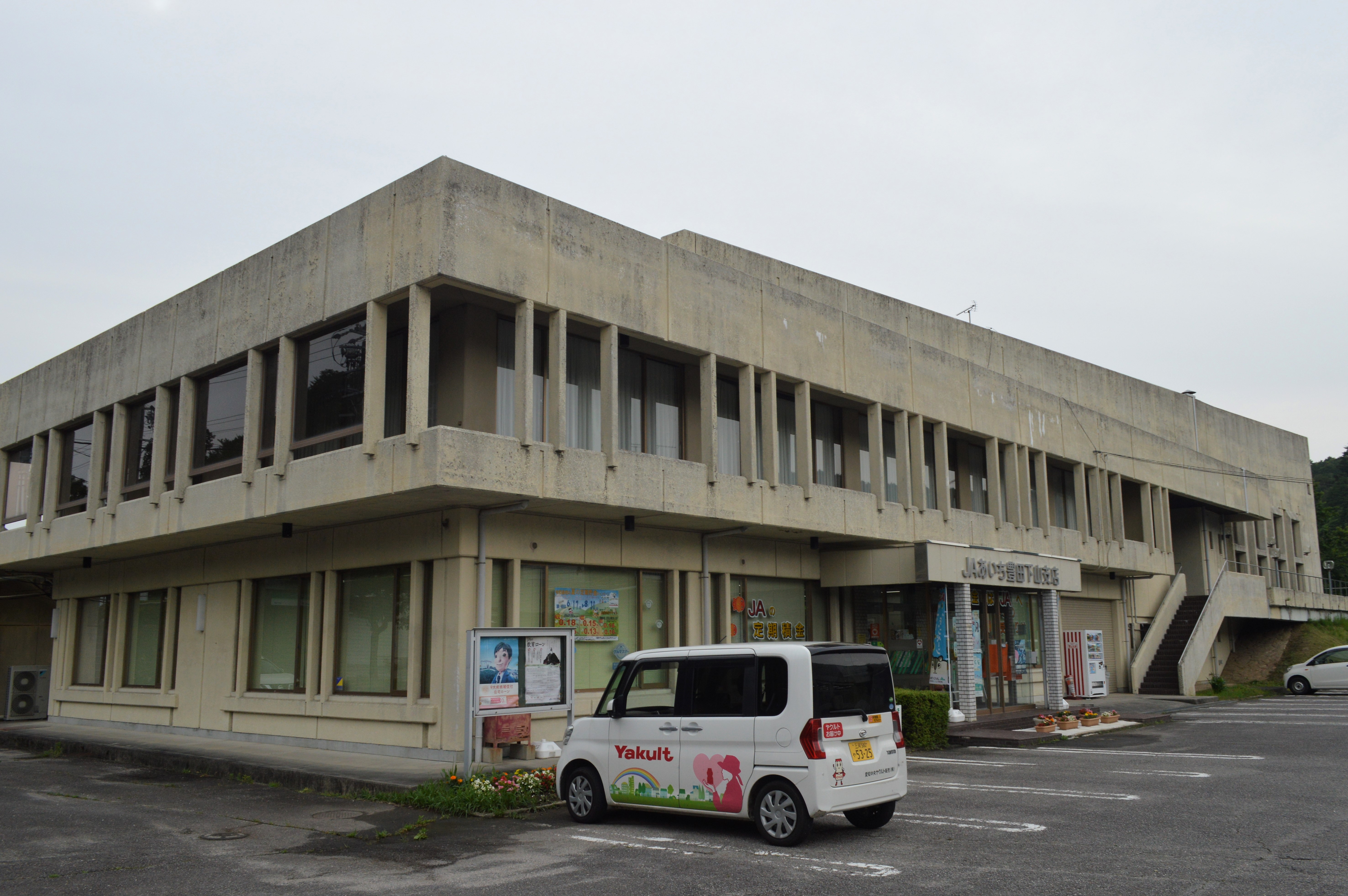
JAあいち豊田下山支店
- 足助消防署下山出張所
- 足助警察署大沼駐在所
- 足助警察署黒坂駐在所

- 下山村民会館
- 下山郵便局
- 下山運動場
- 下山トレーニングセンター
- JAあいち豊田下山支店

## 文化
芸能
- 下山村の三河万歳 - 三河萬歳。下山村指定無形文化財。

名物
- 五平餅[5]
- どて煮[5]

## 名所・旧跡・観光スポット

### 寺院
2002年（平成14年）時点で下山村には宗教法人として認可されている寺院が21あり、宗派別の内訳は浄土真宗が9、曹洞宗が6、浄土宗が4、臨済宗が2だった。このほかに、宗教法人として登録されていない堂宇が約60あった。曹洞宗や臨済宗などの禅宗寺院は下山村の東部に集中しており、浄土宗や浄土真宗などの浄土系統の寺院は下山村の西部に集中していた。
- 等順寺 - 大沼の寺院。「等順寺のイチョウ」は下山村指定天然記念物[7]。
- 易往寺 - 花沢の寺院。「易往寺のクロガネモチ」は下山村指定天然記念物[7]。
- 清寿院 - 田折の寺院。「木造阿弥陀如来坐像」は下山村指定文化財。
- 洞樹院 - 大沼の寺院。
- 長照寺 - 田代の寺院。
- 実相院 - 蘭の寺院。
- 大聖寺 - 和合の寺院。
- 光摂寺 - 大沼の寺院。
- 光照寺 - 羽布の寺院。
- 正徳院 - 神殿の寺院。
- 高福寺 - 栃立の寺院。

### 神社
1952年以後の下山村において、宗教法人として認可されている寺院は27ある。和合の神明神社の社格は旧郷社であり、その他に指定村社が7、さらに村社や無格社があった。
- 神明神社 - 和合の神社。郷社[9]。1951年建立の農村舞台がある。
- 熊野神社 - 田代の神社。指定村社[9]。
- 熊野神社 - 東大沼の神社。指定村社[9]。
- 須賀神社 - 阿蔵の神社。指定村社[9]。
- 白山神社 - 東大林の神社。指定村社[9]。「白山神社のタブノキ」は下山村指定天然記念物[7]。
- 白山神社 - 立岩の神社。指定村社[9]。「白山神社のスギ」（2本）と「白山神社のヒノキ」は下山村指定天然記念物[7]。
- 熊野社 - 野原の神社。指定村社[9]。
- 日月社 - 小松野の神社。指定村社[9]。農村舞台がある。
- 八幡神社 - 平瀬の神社。「八幡神社のヒノキ」は下山村指定天然記念物[7]。
- 五十子神社 - 田平沢町の神社。
- 厳島神社 - 栃立町の神社。

### 観光スポット
- 三河湖 - 景勝地。愛知県最大の灌漑用人造湖。三河湖観光センターなどがある[5]。
- 香恋の里 - 観光施設[10]。
- 下山バークパーク - 産業観光施設。
- 手づくり工房山遊里 - 手づくり体験施設[11]。
- 妙楽寺トライアル場 - オートバイのトライアルコース。
- 平瀬ヤナ - 鮎などを捕らえるヤナ[12]。
- 三河高原キャンプ村
- 加茂ゴルフ倶楽部
- ロイヤルカントリークラブ下山コース